# 尼札姆·穆勒克
尼札姆·穆勒克（波斯語：نظام‌الملک、1018年4月10日—1092年10月14日），本名阿布·阿里·哈桑·伊本·阿里圖席（Abu Ali Hasan ibn Ali Tusi），波斯学者、塞尔柱王朝维齐爾（宰相）。自1064年被任命為塞爾柱帝國维齐爾以來，他掌握帝國行政大权近30年之久。代表性的政績包括修建大量伊斯兰学校、編撰法典《政治之書》（又譯《治國策》）等。

## 早年仕途

### 青年時期
阿里圖席於1018年4月10日出生在加茲尼王國圖斯城郊拉丹村（Radkan）的德坎家中，父親阿里·伊本·伊沙克為王國的財務官。
1040年，塞爾柱人在丹丹納干戰役中擊敗加茲尼軍並征服呼羅珊，在國都加茲尼的阿里圖席接應了逃難而來的父親一家，他靠著在公家機關工作擔起了家中經濟支柱。

### 出仕塞爾柱帝國
1043年，阿里圖席辭去了加茲尼王國的職務，轉而出仕塞爾柱的呼羅珊總督恰格勒·貝格。他被引薦給總督之子阿爾普·阿尔斯兰，在言談中深獲對方賞識並受到重用。
1059年，恰格勒去世，阿爾斯蘭繼承其父呼羅珊總督一職，阿里圖席此時受命擔任行政長官，正式總管全呼羅珊省的行政事務。
1063年，塞爾柱蘇丹圖赫里勒·貝格在雷伊城過世 ，前蘇丹的小侄子蘇萊曼·恰格勒被長老繼位，然而小蘇丹之兄阿爾斯蘭和叔叔庫塔爾米什皆表明不服，兩人分別起兵爆發衝突。在阿里圖席的幫助下，阿爾斯蘭於達姆甘之戰擊敗對方，並於隔年的4月27日正式加冕為新蘇丹。
1064年，阿里圖席被新蘇丹賜名“尼札姆·穆勒克”（意為“王國之綱紀”）並成為塞爾柱的新維齊爾，接替死於政爭的阿爾·昆達里總掌帝國行政。開啟了他在阿爾斯蘭（1063年－1072年）和馬利克沙一世（1072年－1092年）兩任蘇丹間，長達三十年的主政生涯。

## 「維齊爾」的執政

### 施政方針
尼扎姆任內可說總攬了帝國的全權行政決策，其重要施政措施如下：
- 編寫法典、強化蘇丹權威，並懷柔歸降的反叛者。
- 整頓突厥軍制，起用出身低賤的奴隸為軍官，增加軍隊中波斯人、庫德人、高加索人的比例。
- 提供新移民至波斯境內的突厥人工作機會，減少流民，穩定波斯政經情勢。
- 推動安納托利亞高原的經濟模式從遊牧轉型為種植農業。
- 與阿拔斯哈里發維持親密關係。

此外，尼扎姆任內大力推行「伊克塔」制度（類似封建，不過受封者在封地的任期有時限，且除收稅外無權管理封地行政），讓蘇丹的親屬擔任諸侯，實際行政仍由各地的舊領主擔當。伊克塔制使突厥貴族建立了向波斯人、土耳其人、高加索人等原住民穩定徵稅的管道，原先頻發的劫掠事件隨之減少。此措施也確保了通商路線的安全，商隊和店鋪的數量也開始回升。 該制度為蒙古等後續的遊牧統治者所沿用，直至14世紀方為「蒂马尔制」所取代。
除了行政事務，尼札姆也帶兵出征南波斯一帶，征服了法爾斯、伊什塔克爾一帶的地方勢力。

### 輔佐馬立克沙
1072年，阿爾斯蘭驟逝。軍中的突厥舊部起兵反抗王儲馬利克沙一世，尼札姆拉攏波斯、阿拉伯等當地豪族的支持，鎮壓叛亂並毒死了首謀，使馬立克沙得以順利繼位。
此後，尼札姆掌控軍政大權，並展現了他的作戰天賦，在他的指揮下，塞爾柱軍在與法蒂玛王朝、加茲尼王國、高加索諸王國的戰爭中屢戰屢勝，疆域擴大至頂峰。
除了自身之外，以長子阿哈瑪德·穆勒克為首，尼札姆的十二個兒子全都在塞爾柱王朝擔任過重要職位，也因此他們家族累積了不少政敵，尼札姆本人亦受到諸多流言攻擊，其中一子也在政爭中喪生。
晚年，馬立克沙想廢嫡長子巴爾基雅魯克，改立幼子馬哈穆德一世為儲，引起尼札姆及軍隊不滿，雙方關係陷入緊張。鑑於尼札姆在帝國的影響力，馬立克沙不敢公然開除他。而尼札姆在知悉蘇丹計畫暗中刺殺他後，在法庭上如此回應：
|  | 跟蘇丹說，如果他還沒有意識到我對他的統治有多重要，那我只好透過政治手段讓他想起來。難道他忘了他父親被殺的時候，是我擔起責任，安頓他的家庭並處置地方上的叛亂分子嗎？告訴蘇丹，他那頂皇冠的安穩與否，可是和維齊爾的墨水瓶密切相關，唯有這兩者之間的和諧，才是他能保住一切東西的上上之策。假使我闔上墨水瓶，那皇室也去日無多了。 |

## 隕落

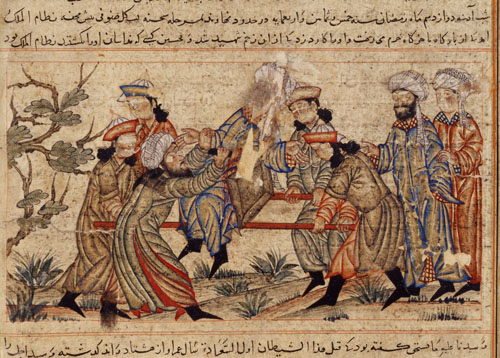
尼札姆遇刺身亡

伊斯蘭曆485年齋月10日（1092年10月14日），尼札姆·穆勒克在納哈萬德被偽裝成托缽僧的阿薩辛教徒刺殺，享年74歲。他死後數十天，馬立克沙也在打獵途中為尼札姆的支持者所刺殺。

## 學術領域
尼札姆在巴格達、伊斯法罕、尼沙普爾、摩蘇爾、巴士拉和赫拉特等地廣設學校，並以他的名字命名為「尼札米亞」。這些受到官方支持的機構是伊斯蘭世界最早的一批高等學校，培養出如薩迪·設拉茲等重要的哲學家和神學家，並成為後世許多伊斯蘭學校的前身。
尼札姆將部屬行政上遇到的問題、事例彙整，編撰為《政治之書》，該書廣泛援引歷史實例來討論伊斯蘭律法、正義性、政府職能等，成為塞爾柱王國施政重要的準則，並影響了日後其他伊斯蘭律法的發展。與馬基維利的君王論相同，該書亦提及關於國家監視和間諜等領域，並建議統治者建立廣泛的間諜網絡。

## 軼聞
相傳尼札姆與伊斯蘭名士欧玛尔·海亚姆、哈桑·萨巴赫三人為求學時代密友，彼此交情匪淺，並約定日後誰有了成就便要互相幫助。後來，尼札姆當上宰相後想邀請兩人做官，舊友卻因為理念不同回絕邀請，歐瑪爾潛心於研究，哈桑則投身激進的宗教改革，建立了阿薩辛教團。
後世學者（如穆罕默德—阿里·福魯吉（Mohammad-Ali Foroughi）、法札內·阿哈爾普爾（Farzaneh Aghaeipour））對故事的真實性多所質疑。雖然這三位名人很可能互相認識，然而由於他們的年齡、成長地差異頗大，不太可能一同就學。不過，仍無妨這個具傳奇性的故事廣為流傳。

## 資料來源
1. ↑  Corbin, Henry. . Routledge. 2014: 119. ISBN 1135198896.
2. 1 2  Gustave E. Von Grunebaum, Katherine Watson, Classical Islam: A History, 600 A.D. to 1258 A.D., Translated by Katherine Watson Published by Aldine Transaction, 2005. page 155
3. 1 2  Holt, P. M.; Ann K. S. Lambton; Bernard Lewis. . Cambridge University Press. 1977: 150.
4. ↑  Foltz, Richard. . Oxford University Press. 2015: 64. ISBN 978-0199335497. ”In Iran, the Seljuks established their capital at Esfahan, where they built important monuments such as the congregational mosque which remains functional today. Their prime minister, Hasan of Tus (known as Nezam ol-Molk, or Orderer of the Realm), set up a system of seminaries, called nezamiyyas, and also reformed the army and the tax system”
5. 1 2   (PDF).   [2008-01-20]. （原始内容 (PDF)存档于2008年2月27日）.
6. ↑  Eugene Rogan. . 何修瑜譯. 臺灣: 貓頭鷹書坊. 2016: 7-8. ISBN 9789862623060.